# Saint-Yan
Saint-Yan é uma comuna francesa na região administrativa de Borgonha-Franco-Condado, no departamento Saône-et-Loire. Estende-se por uma área de 26,2 km². Em 2010 a comuna tinha 1 183 habitantes (densidade: 45,2 hab./km²).

## Universidade
- École nationale de l'aviation civile